# Neuborner Bach
Der Neuborner Bach ist ein etwa 3,4 Kilometer langes Fließgewässer in Rheinhessen, das im  rheinland-pfälzischen Landkreis Alzey-Worms verläuft und von links in den Sulzheimer Bach mündet.

## Geographie

### Verlauf
Der Bach entspringt der Quelle Neuborn in der Waldinsel Neuborn am Südrand von Wörrstadt. Hier fließen ihm mehrere kleine Bäche, die allesamt im Neuborn entspringen, zu. Er fließt, zunächst unbeständig, nordwärts in Richtung Neubornschwimmbad, wendet sich an diesem nach Westen und fließt an den zwei Talmühlen und der Drollmühle der Stadt vorbei. Nachdem er den von Rommersheim im Süden kommenden Rommersheimer Bach aufgenommen hat, wendet er sich wieder auf Nordlauf, wechselt gleich danach über die Stadtgrenze ins Gebiet der Ortsgemeinde Sulzheim, passiert deren Rommersheimer Mühle und mündet weiter abwärts an der Kläranlage der Gemeinde von links in den Sulzheimer Bach.

### Zuflüsse
- Rommersheimer Bach (links), 1,5 km, 1,45 km²